# Azurkronad monark
Azurkronad monark (Myiagra azureocapilla) är en fågel i familjen monarker inom ordningen tättingar.

## Utbredning och systematik
Fågeln förekommer i bergsskogar på Taveuni i Fiji. Kastanjestrupig monark (M. castaneigularis) behandlades tidigare som underart till azurkronad monark. 

## Status
IUCN kategoriserar arten som nära hotad.